# 린지 고드프리
린지 고드프리(Linsey Godfrey, 1988년 7월 25일 ~ )는 미국의 배우이다.